# زندگی در مریخ (مجموعه تلویزیونی کره جنوبی)
زندگی در مریخ (کره‌ای: 라이프 온 마스؛ انگلیسی: Life on Mars) یک مجموعه تلویزیونی محصول کره جنوبی سال ۲۰۱۸ بر پایه مجموعه تلویزیونی سال ۲۰۰۶ بریتانیایی با همین نام است. این مجموعه با بازی جونگ کیونگ هو، پارک سونگ وونگ، گو آه سونگ، اوه ده هوان و نو جونگ هیون است. زندگی در مریخ از ۹ ژوئن تا ۵ اوت ۲۰۱۸، روزهای شنبه و یکشنبه ساعت ۲۲:۵۰ (کی‌اس‌تی) از اوسی‌ان برای ۱۶ قسمت پخش شد.

## بازیگران

### اصلی
- جونگ کیونگ هو در نقش هان ته جو[۶]
- پارک سونگ وونگ در نقش کانگ دونگ چول
- گو آه سونگ در نقش یون نا یونگ
- اوه ده هوان در نقش لی یونگ گی[۷]
- نو جونگ هیون در نقش جو نام شیک[۸]